# 4-Гидроксиазобензол
4-гидроксиазобензол (по ИЮПАК — 4-(фенилдиазенил)фенол)  — органическое соединение, получаемое в результате взаимодействия фенола и хлорида фенилдиазония. Оранжевый азокраситель.

## Получение
Схема образования 4-гидроксиазобензола из фенола и хлорида фенилдиазония (происходит по механизму SE2):
Реакцию проводят в слабощелочной среде (pH 8-10). При этих значениях pH фенол превращается в феноксид-ион, анионный центр которого является одним из самых сильных электронодоноров и соответственно активаторов бензольного кольца по отношению к электрофильной атаке. При более высоких значениях pH соль диазония превращается в диазогидроксид (диазогидрат), который уже не проявляет свойств электрофильной частицы, следовательно, не вступает в реакцию азосочетания. Как видно из представленной схемы, реакция идёт преимущественно по второму пути, т. к. в первом случае скорость обратной реакции во много раз превышает скорость прямой.

## Применение
В основном 4-гидроксиазобензол применяют как типичный азокраситель — окрашивание текстиля, биологических тканей, получение других азопроизводных. Ввиду чрезвычайно плохой растворимости в воде, невысокой химической стабильности и относительно высокой токсичности применяется реже, чем другие азокрасители. Сообщается также о применении данного соединения в качестве фунгицида.